# Supergigante blu
Una supergigante blu è una stella supergigante (classe di luminosità I) di tipo spettrale O o B.

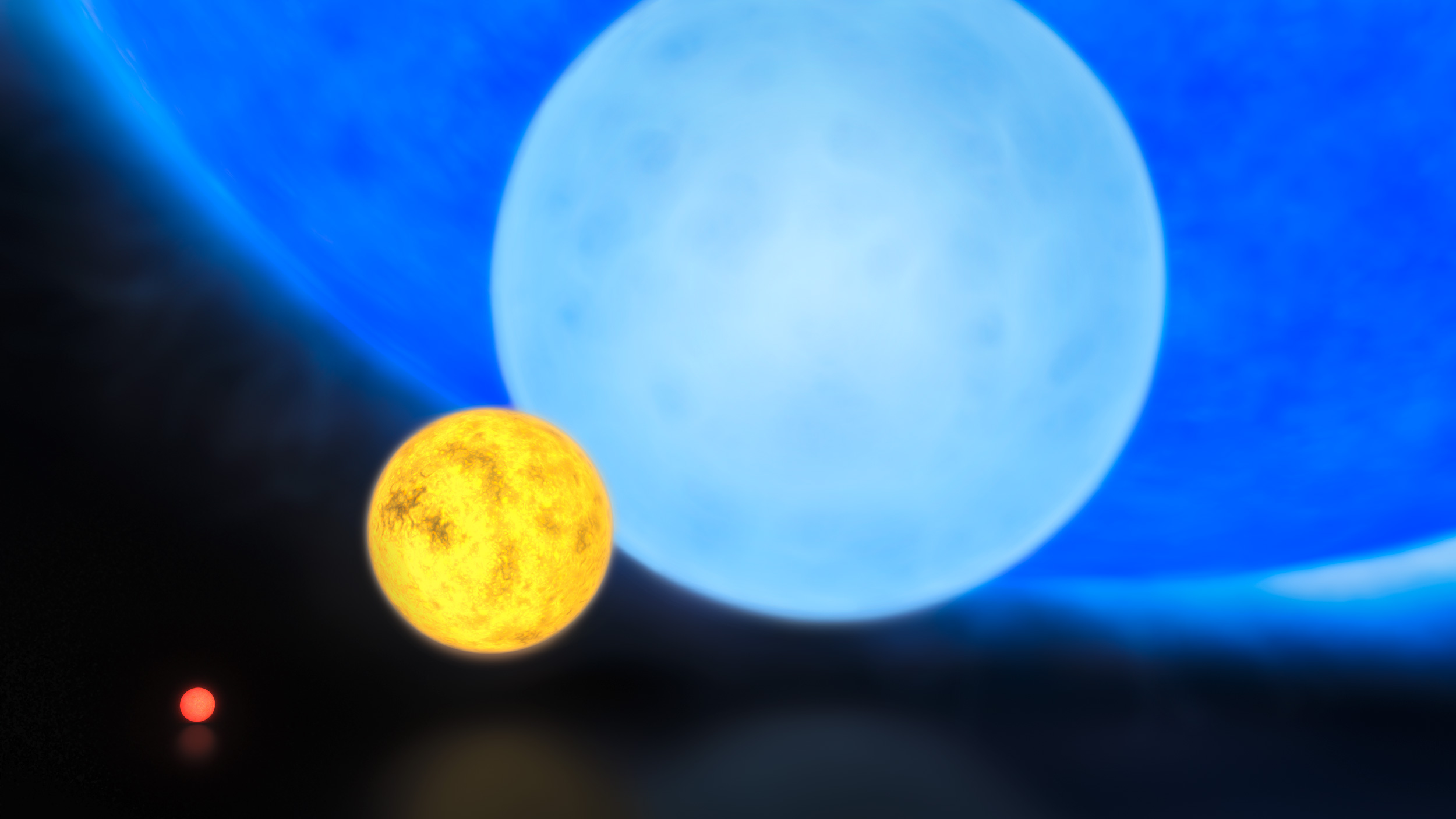
Raffronto tra le dimensioni di, da sinistra a destra: una nana rossa, il Sole, una stella di classe B ed R136a1. R136a1 non è la stella più grande conosciuta in termini di volume; il primato spetta infatti a Stephenson 2-18.

Luminosissime e caldissime (la loro temperatura superficiale è compresa tra 20 000 - 50 000 K), possiedono normalmente una massa compresa tra 10 e 50 masse solari, un raggio superiore a 25 raggi solari e sono disposte nell'angolo superiore sinistro del diagramma Hertzsprung-Russell. Queste stelle, estremamente rare ed enigmatiche, sono le più calde e brillanti dell'Universo conosciuto, ma la loro rarità è efficacemente contrastata dalla grande luminosità, tanto che buona parte delle stelle azzurre visibili nel cielo notturno sono supergiganti blu.
Per via della loro grande massa hanno una vita relativamente breve e sono osservate principalmente nelle giovani strutture cosmiche, come gli ammassi aperti, i bracci delle galassie a spirale e le galassie irregolari; più di rado sono osservate nei nuclei delle galassie a spirale, nelle galassie ellittiche e negli ammassi globulari, composti essenzialmente da stelle vecchie.
Una famosa supergigante blu è Rigel (β Orionis), la stella più luminosa della costellazione di Orione, che ha una massa circa 20 volte quella del Sole ed una luminosità di 60 000 luminosità solari.

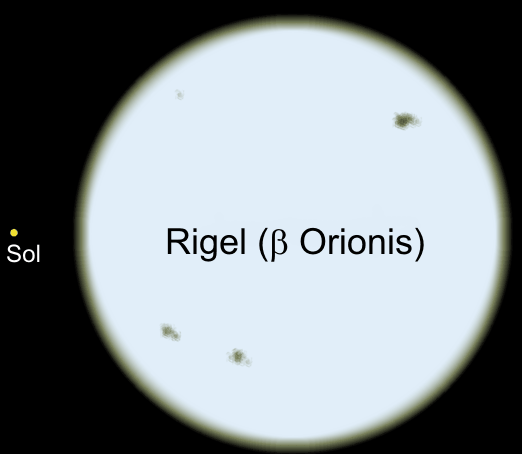
Raffronto tra le dimensioni del Sole e della supergigante blu Rigel (β Orionis)

Lo stadio di supergigante blu rappresenta una fase evolutiva durante la quale la fusione nucleare avviene in maniera più lenta ed è il preludio della morte della stella. Per via di tale rallentamento, l'astro si contrae e, poiché una grande quantità di energia viene emessa da una superficie fotosferica più piccola, la temperatura superficiale aumenta notevolmente. Una supergigante rossa può in qualunque momento, a patto che rallentino le reazioni nucleari, trasformarsi in una supergigante blu; il fenomeno contrario intercorre invece quando l'astro implode in una pulsar.
Mentre il vento emesso da una supergigante rossa è lento e denso, il vento di una supergigante blu è estremamente veloce, ma meno denso. Quando una supergigante rossa si contrae in una supergigante blu, il vento aumenta di velocità e produce delle onde d'urto mentre impatta con il vento più lento emesso in precedenza dalla stella; in tal modo intorno all'astro si formano dei tenui gusci di materia. Quasi tutte le supergiganti blu osservate mostrano simili gusci di materia, il che porta ad ipotizzare che un tempo fossero delle supergiganti rosse.
Col passare del tempo, la stella può passare più volte per gli stadi di supergigante rossa e supergigante blu e lasciare attorno a sé ad ogni passaggio dei deboli gusci concentrici di materia. Durante la transizione la stella passa attraverso i tipi spettrali intermedi, diventando anche gialla o bianca, come la Stella Polare attualmente. Generalmente la stella è destinata ad esplodere come supernova, ma un piccolissimo numero di stelle, di massa compresa tra 8 e 12 masse solari, al termine della propria esistenza divengono delle rare nane bianche ossigeno-neon. Tuttavia non è ancora chiaro il perché delle stelle così massicce, anziché esplodere in supernovae, degenerino in questo raro tipo di nane bianche; alcuni astronomi ipotizzano che tale trasformazione avvenga poiché, durante la fase di supergigante, la stella va incontro ad una significativa perdita di massa, che porta l'astro al di sotto del limite (limite di Chandrasekhar) che la farebbe esplodere in supernova. Ad ogni modo sia le supergiganti blu sia le supergiganti rosse possono esplodere come supernovae, poiché tale processo non è legato allo stato dello sviluppo della stella.
Dato che le stelle trascorrono un tempo maggiore nella fase di supergigante rossa, buona parte delle stelle progenitrici delle supernovae osservate sono supergiganti rosse. Sino al 1987 si riteneva che le supernovae derivassero esclusivamente dalle supergiganti rosse, ma lo scoppio nella Grande Nube di Magellano della Supernova 1987a abbatté questa convinzione: infatti le immagini della regione, riprese prima che la stella esplodesse, hanno mostrato che la stella progenitrice era una supergigante blu di classe spettrale B3, Sanduleak -69° 202a.
La tabella sottostante riporta alcune delle più note supergiganti blu.
| Nome    | Costellazione   | Classe spettrale | Luminosità (solare) | Temperatura (K) | Distanza (Anni luce) |
| ------- | --------------- | ---------------- | ------------------- | --------------- | -------------------- |
| Rigel   | β Orionis       | B8 Ia            | 66.000              | 11.000          | 910                  |
| Alnitak | ζ Orionis       | O9.5 Ib          | 100.000             | 31.000          | 800                  |
| Alnilam | ε Orionis       | B0 Iab           | 375.000             | 28.500          | 1300                 |
| Naos    | ζ Puppis        | O5 Ia            | 550.000             | 42.700          | 1100                 |
| Saiph   | κ Orionis       | B0,5 Ia          | 57.000              | 26.000          | 720                  |
| Aludra  | η Canis Majoris | B5 Ia            | 66.000              | 13.500          | 2000                 |
| Menkib  | ζ Persei        | B1 Ib            | 105.000             | 23.000          | 982                  |